# Merci Natercia
Merci Natercia (bra Natércia, uma Mulher para Amar) é um filme francês do género comédia dramática, realizado por Pierre Kast e escrito por Peter Oser. Estreou-se em Portugal a 17 de fevereiro de 1964.

## Elenco
- Pierre Vaneck como Alain
- Clara d'Ovar como Natércia
- Françoise Prévost como Françoise
- Alexandra Stewart como Sandra
- Ursula Vian como Olga
- Sacha Briquet como Jacques
- François Maistre como Lawyer
- Ginette Pigeon como Sylvie
- Pierre Dudan como Lambert
- Jean-Marie Rivière
- Serge Sauvion